# Vía Provincial de Enlace al Puente Alterno Norte
La Vía Provincial de Enlace al Puente Alterno Norte (Guayas-007) es una vía provincial de primer orden de sentido oeste-este ubicada en la Provincia de Guayas. Esta vía se inicia en la Vía Provincial La Aurora-Samborondón (GUAYAS-002) y termina en la Vía Colectora Durán-T de Milagro (E49). El recorrido de esta vía provincial es de sentido oeste-este y la totalidad de su trayecto se encuentra al noreste de la ciudad de Guayaquil. A medio camino entre su inicio y fin, la vía cruza el Río Babahoyo por medio del Puente Alterno Norte, también conocido como PAN. Las características del PAN son las siguientes:
"La longitud del puente es de 45m, el ancho de calzada es de 9,0m; la cimentación del estribo norte consta de 15 pilotes prebarrenados de 70cm. de diámetro, con arriostramiento a cota 4m, unidos por una zapata que llega a la cota 8.50m con 0.80 de espesor y luego un cabezal que llega hasta la cota 13.50m, el estribo sur descansa sobre la roca mediante un bloque armado de hormigón de 10x3x1m, zapata y cabezal, ambos estribos disponen de muros de ala y muros de gaviones, tiene 4 vigas de acero A588 con 45m de longitud por 2.51m de alma, con sus respectivos atiezadores y rigidizadores. Sobre los cabezales se apoyan las vigas y sobre estas una loza de hormigón. Tiene un galibo de 6.00m. Dispone de iluminación y respectiva señalización vertical y horizontal, así como muros de separación. Los aproches o vías de acceso al puente en el lado norte, tienen terraplenes de tierra armada que van desde la cota 4.70 hasta la 13.5m en relleno con sus respectivas bermas de estabilización y del lado sur tenemos tanto cortes en roca con alturas hasta de 12m, así como rellenos. La capa de rodadura tiene una carpeta asfáltica de10cm, base estabilizada con cemento Portland con un espesor de 25cm, subbase de 20cm y mejoramiento de 80cm. Los aproches o vías de acceso al puente en el lado norte, tienen terraplenes de tierra armada que van desde la cota 4.70 hasta la 13.5m en relleno con sus respectivas bermas de estabilización y del lado sur tenemos tanto cortes en roca con alturas hasta de 12m, así como rellenos. La capa de rodadura tiene una carpeta asfáltica de10cm, base estabilizada con cemento Portland con un espesor de 25cm, subbase de 20cm y mejoramiento de 80cm."

## Concesiones
La Vía Provincial de Enlace al Puente Alterno Norte (Guayas-007) está concesionada en toda su extensión a la compañía privada CONORTE S.A. Archivado el 7 de febrero de 2011 en Wayback Machine. por lo que es necesario el pago de peaje para cruzar el puente. Las tarifas  para transitar por el PAN son las siguientes:
| Categoría 1 | Livianos       | $1.50 |  |
| Categoría 2 | Pesados        | $3.00 |  |
| Categoría 3 | Extrapesados 1 | $4.50 |  |
| Categoría 4 | Extrapesados 1 | $4.50 |  |
| Categoría 5 | Extrapesados 2 | $6.00 |  |
| Categoría 6 | Extrapesados 2 | $6.00 |  |

## Localidades
De oeste a este
- Río Babahoyo